# Pacific (boisson)
Pour les articles homonymes, voir Pacific.
Pacific est une marque d'anisé sans alcool produite par le groupe Pernod Ricard. Créée en 1982 par André Silaire à l'occasion du 50e anniversaire de Ricard, elle est vendue en France et en Belgique.
La recette du Pacific est tenue secrète. Elle se compose d'extraits naturels de plantes méditerranéennes et chinoises, notamment d'anis étoilé, et ne comporte pas de sucre ; elle est annoncée « sans calorie ».
Plusieurs déclinaisons aromatisées ont été créées à partir de 2010 : menthe, noix de coco, fruit de la passion, fraise et menthe fraiche.

## Dégustation
Le dosage est de 1 volume de Pacific pour 5 volumes d'eau.